# 언어권
언어권(言語圈, sprachraum)이란 언어학 개념의 하나로 지리적으로 인접하고 연속된 지역에서 사용되는 방언군이나 근친언어들의 권역을 말한다. 또는 지리적 원근과 관계없이 동일한 언어들이 사용되는 지역을 묶어 일컫는 말이기도 하다.
언어권의 설정은 국민국가의 국경과는 일치하지 않을 수 있다. 예를 들어 남아메리카는 브라질을 제외한 전역이 스페인어권에 속하지만, 단일 국가인 스위스에는 4종류의 언어들이 사용된다. 영어권은 지리적으로 멀리 떨어져 있는 여러 나라들을 포괄하며, 프랑코포니라고 부르는 프랑스어권도 마찬가지이다. 이들 대규모 언어권들은 과거 정치적 파워의 영향이다.

## 같이 보기
- 방언연속체
- 링구아 프랑카
- 다중심언어
- 언어 연합
- 세계어